# Campo de Marte Airport
Campo de Marte Airport (portugisiska: Aeroporto Campo de Marte) är en flygplats i Brasilien.   Den ligger i kommunen São Paulo och delstaten São Paulo, i den sydöstra delen av landet, 900 km söder om huvudstaden Brasília. Campo de Marte Airport ligger 721 meter över havet.
Terrängen runt Campo de Marte Airport är platt åt sydost, men åt nordväst är den kuperad. Runt Campo de Marte Airport är det mycket tätbefolkat, med 10 000 invånare per kvadratkilometer.. Närmaste större samhälle är São Paulo, 4,3 km söder om Campo de Marte Airport.
Runt Campo de Marte Airport är det i huvudsak tätbebyggt.